# 钱乃荣式上海话拼音方案
钱乃荣式上海话拼音方案是钱乃荣在汉语拼音基础上设计的，适应中国人习惯的上海话拼音方案。2006年“首届国际上海方言学术研讨会”集体审定後，稱為“上海话拼音方案”第一式，经钱乃荣编《上海话大词典》（拼音输入版）、《沪语盘点——上海话文化》、《新上海人学说上海话》所採用。
其拼写规则是：浊音声母加h表示，入声韵母加k表示，ø韵母用oe表示，ɛ韵母用e（或者ai）表示，/ɿ/用y表示，ŋ声母用ng表示，其余均照汉语拼音习惯拼写。
口诀是：
浊音h短音k，
安打oe来埃打e，
字改y额为ng，
其余都同普通话。

## 拼法

### 声母
上海话一共有26个声母。
以下17个声母与普通话相同，上海话拼音标注与汉语拼音相同：
| b /p/ 巴搬兵百  | p /pʰ/ 怕攀捧泼 | m /m/ 母满闷木 | f /f/ 夫反方福  |
| d /t/ 多单丁德  | t /tʰ/ 体滩通脱 | n /n/ 乃南让热 | l /l/ 溜乱拎落  |
| g /k/ 盖干工各  | k /kʰ/ 苦铅肯客 | h /h/ 灰汉烘忽 | j /ʨ/ 居尖精级  |
| q /ʨʰ/ 区浅庆漆 | x /ɕ/ 需宣相血  | z /ʦ/ 子专张责 | c /ʦʰ/ 超参撑促 |
| s /s/ 书三松说  |                 |                |                 |

以下5个声母为普通话没有，但与英语读音相同的浊辅音声母：
| bh /b/ 婆拌旁别 | dh /d/ 地段同特 | gh /g/ 葵环共轧 | sh /z/ 字传陈食 | fh /v/ 符犯坟佛 |

以下3个声母也是浊辅音声母：
| jh /ʥ/ 求件琴极 | xh /ʑ/ 谢钱墙席 | hh /ɦ/ 鞋后号红 |

最后一个，后鼻音做为声母：
| ng /ŋ/ 熬鹅硬额 |

### 韵母
以下为基础韵母（即发音各不相同的韵），共22个：
| i /ɪ/ 低西变现   | u /u/ 布乌初多   | yu /y/ 虑雨许鬼  | y /ɿ/ 试资朱处    |
| a /ᴀ/ 拉鞋街泰   | o /o/ 沙哑瓜画   | e /ᴇ/ 海悲推难   |                   |
| ao /ɔ/ 少包炒老  | ou /ɤ/ 否头口周  | oe /ø/ 半看猜算  |                   |
| an /ā/ 硬杏生打  | en /əɲ/ 根恒能春 | ang /ɑ̃/ 昂杭商当 | ong /oŋ/ 功龙中翁 |
| ak /ɐʔ/ 法麦拆塔 | ek /əʔ/ 佛默出脱 | ok /oʔ/ 绿俗角作 | ik /iɪʔ/ 笔力歇吃 |
| er /əɫ/ 尔而儿饵 | m /m̩/ 姆亩呒     | n /n̩/ 唔         | ng /ŋ̩/ 五鱼午     |

- 上表加粗黑体字所表示的9个韵母与普通话读音相同。在这些音中，“yu”和“y”两个音用的字母与普通话拼音不同。“yu”普通话写为“ü”。另外，用“y”而不用“i”是因为在沪剧等老上海话中，分尖团音需要作为区别。比如沪剧中的尖音“死si34”和现在团音的“死xi34”不同，而“死si34”又与“四sy34”发音不同。
- 上海话“e”韵与普通话的 “耶ye”、“约yue”中的“e”读音相同。
- 上海话“ao”韵的读音与英语“saw”中的“aw”的读音相同。上海话“ou”韵的读音与普通话“饿”的读音相同。
- 上海话的“an”和“ang”的鼻音[a]和元音[ɑ]同时发出，因此与普通话的鼻音比元音稍后发出的an、ang有点差别。
- “iou、uen”两个韵母，与声母相拼时，写作“iu、un”，即与普通话拼音处理相同。如普通话的：救jiu，昏hun
- 以k结尾的均为入声韵（声门塞音）。“ak”读“阿”的短促音。“ek”读如英文不定冠词“a”的发音。“ok”读如英文“book”的“oo”发音。“ik”读如英语“is”、“it”中“i”的发音。

上表22个基础韵，都可以单独做韵母，i、u又可以做介音。介音可以与其他韵合成以下韵母：
- i: ia、ie、iao、iou、ian、in、iang、iong，若前面没有声母（即为零声母），写成yi，ya、yao、you、yan、yin、yong、yik、yak、yuik
- u: ua、ue、uoe、uang、uen、uak、uek，若零声母时，写成wu、wa、we、wan、wang、wen、wak、wek
- yu: yun、yuik，若与声母相拼时，除了声母“n”、“l”外，都可以省去“y”，只写作“u”。如：“ju”，“qu”，“jhoue”

以上“i、u、yu”开头的字，有部分读浊音的零声母，拼写时就在第二字母的位置加上“h”，用以区别读清音的零声母。例如：
- yi，yhi；yao，yhao；wu，whu；wang，whang；yu，yhu；yuoe，yhuoe；

其他浊的零声母字，都用“hh”表示声母。例如：
- ao，hhao；ou，hhou；a，hha；e，hhe；oe，hhoe；

注意这些零声母加“hh”，读时将原本第一个字韵浊化。比如“hhao”时将“a”浊化朗读。然而，当声母存在，且声母是“h”浊化时，标法虽然与之前相同，然而读法是浊化的“h”音。例如“盒hhak”时将“h”浊读，而不是将“a”部分浊读。

## 声调

### 标法
此方案采用五度标记法，分为5个声调，1度最低，5度最高。
下边以di音示例：
1.第一声阴平。以52表示。低：di52
2.第二声阴去。以34表示。底：di34
3.第三声阳去。以23表示。地：dhi23
4.第四声阴入。以5表示。跌：dik5
5.第五声阳入。以12表示。蝶：dhik12

#### 简便标法
为了简便，也有完全可以不标上数字，就能判断并读出所有词条的声调或连读调的方法：在一个字的拼音里，凡是声母第二字母是h的和声母是鼻音、边音m、n、ng、l 的（第1条件），都为阳声调；韵尾有k的（第2条件），都为入声调。这样就在拼式上可以区分了阴去、阳去、阴入、阳入四个声调（阴去两个条件均无；阳去条件1有，2无；入条件1无，2有；阳入两个条件均有）。阴平声调的单字调（和阴去一样两个条件均无）和阴平开头的连读调,就在开头的地方加一个符号“ ’”，用以标示与阴去声调的区别。

### 连续变调
上海话发音有连续变调的现象。此现象在多个字组组合时发生。判断依据根据字组的首字本调，遵循具体规律如下（A、B表示两式或用）：
| 第一个音节的本调 | 双音节  | 三音节       | 四音节                                  | 五音节                 |
| ---------------- | ------- | ------------ | --------------------------------------- | ---------------------- |
| 52 陰平          | 55 - 21 | 55 - 33 - 21 | 55 - 33 - 33 - 21                       | 55 - 33 - 33 - 33 - 21 |
| 34 阴去          | 33 - 44 | 33 - 55 - 21 | 33 - 55 - 33 - 21                       | 33 - 55 - 33 - 33 - 21 |
| 23 阳去          | 22 - 44 | 22 - 55 - 21 | 22 - 55 - 33 - 21                       | 22 - 55 - 33 - 33 - 21 |
| 5 阴入           | 3 - 44  | 3 - 55 - 21  | 3 - 55 - 33 - 21                        | 3 - 55 - 33 - 33 - 21  |
| 12 阳入          | 1 - 23  | 1 - 22 - 23  | A. 1 - 22 - 22 - 23 B. 2 - 55 - 33 - 21 | 2 - 55 - 33 - 33 - 21  |

上海话中有一个与连调规律例外的情况：否定词“勿”开头的三字组词语，不读阳入开头的“1+22+23”连续调式，而一定读成阴入开头的“3+55+21”调式，还有很少数的四字组“勿”字开头的词语只能读A式。在以上这些情况下，我们将字母v替换了fh。所以“勿fhek12”变为“勿vek5”，例如“勿开心”记为“vek3 ke55 xin21”。

## 拼写举例
- 一：yik5
- 一级：yik3 jik4
- 一末生：yik3 mek5 seng21
- 一天世界：yik3 ti55 sy33 ga21
- 一本三正经：yik3 ben55 se33 zen33 jin21

侬        上海闲话       讲得来𠲎？
Nong23    shang22he55hhe33hho21    gang33dek5le33fha21？

上海闲话     我     听是     听得懂     一眼眼，     讲     讲勿来个。
Shang22he55hhe33hho21    ngu23    tin55shy21   tin55dek3dong21   yik3nge55nge21，  gang23    gang22fhek55le33ghek21.